# Governació de Nova Castella
Nova Castella (en castellà: Nueva Castilla) va ser una de les dues governacions que en les que el 1529 es va dividir part del territori sud-americà conquerit per la Corona de Castella.
Nova Castella fou adjudicada a Francisco Pizarro i va ser constituïda per territoris inques incorporats a Castella en la conquesta de Perú. Va ser creada el 26 juliol de 1529 mitjançant la Capitulació de Toledo. Abastava la secció de Sud-amèrica comprenent 200 llegües cap al Sud (en aquell moment cada grau de longitud equivalia a 17,5 llegües espanyoles) mesures per i des del meridià que passava pel poble de Teninpuya (També Teninpulla, Tenumpuela o Santiago), ubicat a la desembocadura del riu Santiago (avui Equador) als 1° 20′ N. La capitulació era imprecisa i assenyalava dos límits al sud que no coincidien: les 200 llegües que arribaven fins als 9° 57′ S i el poble de Chincha que es trobava a 13° 29′ S, havent-hi més de 60 llegües entre un punt i l'altre. A l'Est el límit quedava també imprecís, ja que Castella i Portugal no es posaven d'acord sobre quin era el meridià de Tordesillas, que segons la primera havia de ser el 46° 37′ O.
| « | Podays continuar el dicho descubrimiento conquista e población de la dicha probincia del Perú fasta dozientas leguas de tierra por la misma costa, las quales dozientas leguas comienzan desde el pueblo que en lengua de yndios se dize teninpuya y después le llamastes santiago fasta llegar al pueblo de chincha que puede aver las dozientas leguas de costa poco mas o menos. | » |

## La reforma de 1534
El maig de 1534 l'emperador Carles V va despatxar diverses cèdules modificant la divisió de 1529, dividint l'Amèrica espanyola al sud del riu Santiago en quatre governacions. Cadascuna d'aquestes governacions abastava des de la costa de l'oceà Pacífic fins a la costa atlàntica o la línia de Tordesillas. La més septentrional (per Pizarro) va ser la Governació de Nova Castella, signada el 4 de maig, va afegir 70 llegües cap al sud al territori atorgat a Pizarro a 1529, aconseguint aproximadament els 14 ° S.
| « | En lo que hernando picarro en vuestro nombre nos suplicó vos mandase prorrogar los límites de vuestra gobernación hasta setenta leguas que entra los caciques Coli y Chepi atento los servicios que nos aveis hecho y esperemos que nos hareys de aquí adelante y por vos hacer merced he tenido por bien de vos alargar los límites de vuestra gobernación la tierra de estos caciques con que no exceda de setenta leguas de lengua de costa... | » |

## Conflictes amb els Inca
La Governació de Nova Toledo va ser creada per l'emperador en 1534 per a Diego de Almagro al sud de la governació de Nova Castella Diego de Almagro, i aquest es va enfrontar als maputxes. Manco Inca va encapçalar una guerra per restaurar l'incanat el 6 de maig de 1536 amb el setge del Cusco, que no va reixir i va haver de retirar-se a les muntanyes de Vilcabamba, on va instal·lar la seu de la monarquia incaica mentre que la resta del territori va ser ocupat pels espanyols.

## Guerra civil entre els conquistadors del Perú
Sense or i amb una situació militar de Almagro incerta tornà al Perú i ocupà Cusco iniciant una Guerra civil entre els conquistadors del Perú entre els Germans Pizarro i els almagristes el 1537 que va concloure amb la victòria dels Pizarro a la batalla de Las Salinas, l'abril del 1538 i l'execució d'Almagro. Francisco Pizarro, governador del Perú fou assassinat pel seu fill Diego de Almagro el Mozo el 1541. En la lluita que va seguir, Cristóbal Vaca de Castro va derrotar els almagristes a la batalla de Chupas i més tard va ser empresonat per Blasco Núñez Vela, nou virrei.
L'aplicació de les Lleis d'Indies, que prohibien el sistema de l'encomienda i l'esclavitud dels indígenes va provocar l'oposició hostil de Pizarro ja que allò significa que ja no podran utilitzar els indígenes com esclaus. Gonzalo Pizarro i Francisco Carvajal recluten un exèrcit de partidaris amb la intenció de suprimir aquestes lleis i a la batalla d'Añaquito en gener de 1546 les forces reialistes van ser derrotades i Núñez Vela decapitat, consolidant-se el poder de Gonzalo Pizarro al Perú. Tanmateix, el suport per a Gonzalo disminueix quan el nou representant del rei, Pedro de la Gasca, arriba proposant abrogar aquestes noves lleis. La major part de l'exèrcit de Gonzalo deserta just abans de la batalla la més important que hauria determinat el destí de la conquesta i no tenint ja cap suport de l'exèrcit, Gonzalo es rendeix i serà decapitat el 1548. En 1553 Francisco Hernández Girón va encapçalar una rebel·lió i fou derrotat pel nou virrei Melchor Bravo de Saravia el 7 de desembre de 1554 a la batalla de Pucará i executat a Lima.